# Georg Zink
Georg Zink (* 1. April 1879 in  Worms; † 3. März 1962 in Sinsheim) war ein deutscher Bibliothekar. Er war Bundesverdienstkreuzträger und Ehrenbürger der Stadt Sinsheim.

## Biografie
Nach seiner 1896 begonnenen Ausbildung bei der Stadtverwaltung Worms legte Zink 1899 das Staatsexamen für den Finanz- und Verwaltungsdienst 1. Klasse ab und wurde Assistent des Stadtschreibers und des Bausekretariats. Von 1901 bis 1906 arbeitete er an der Allgemeinen Bibliothek der großherzoglich Technischen Hochschule Darmstadt. 1906 wurde Leiter der neu gegründeten städtischen Volkslesehalle und Volksbibliothek Heidelberg.
Während des Ersten Weltkriegs meldete sich Zink 1915 freiwillig und wurde zum Infanterieregiment 40 nach Rastatt einberufen. Er wurde in der Verwaltung in Ludwigshafen, Mannheim und Heidelberg eingesetzt. Er gehörte der Wehrschaft Germania Heidelberg an.
1933 in die NSDAP eingetreten, war er am 17. Juni 1933 Hauptredner bei der Bücherverbrennung auf dem Universitätsplatz in Heidelberg durch die Hitlerjugend. Im Oktober 1937 wurde unter Zinks Mitwirkung eine „Säuberung“ des Bestands der Städtischen Volksbücherei im Sinne der Nationalsozialisten vorgenommen. Am 10. Juli 1939 wurde Zink als Wehrmachtsbeamter zu einer Übung beim Heeresverpflegungsamt Heidelberg einberufen, am 31. Januar 1941 trat er in den Ruhestand.
Im Oktober 1945 verließ er aufgrund einer Anordnung der Militärregierung Heidelberg. In seinem neuen Wohnort Sinsheim gründete die Vereinigung der Sinsheimer Geschichtsfreunde (heute: Freunde Sinsheimer Geschichte e. V.) und initiierte 1946 die Gründung eines Heimatmuseums, dem er seine theatergeschichtliche Sammlung angliederte. Außerdem sichtete und sortierte er die Bestände des Stadtarchivs und begann eine Sammlung von stadtgeschichtlich interessanten Artefakten.
1955 wurde er dafür zum Ehrenbürger von Sinsheim ernannt.
Am 28. Januar 1961 erhielt er das Bundesverdienstkreuz.

## Werke
- Städtische Volkslesehalle, Städtische Volksbibliothek und Städtisches Sekretariat für Volksbildungswesen Heidelberg. Verzeichnis der Bestände. Bearb. von Georg Zink. Heidelberg 1909
- Georg Zink: So baue ich mir ein Puppentheater. (= Selbst ist der Mann. Heft 7). Arwed Strauch, Leipzig 1911.
- Chronik der Stadt Heidelberg für das Jahr 1915, XXIII. Jahrgang. Im Auftrag des Stadtrats bearb. von Georg Zink. Heidelberg 1917
- Georg Zink: Ein Puppenspiel Eichendorffs (Das Inkognito oder Die lange Nase) : Für d. Freunde d. kleinen Bühne. Der Oberschlesier, Oppeln 1940.
- Puppenspielfreude formt ein Leben. Blätter der Erinnerung eines alten Puppentheaterfreundes. Privatdruck Heidelberg 1953